# Heteromys desmarestianus
Heteromys desmarestianus (Гетероміс Демаре) — вид гризунів з родини Гетеромісові (Heteromyidae) підряду Бобровиді (Castorimorpha).

## Етимологія
Вид названий на честь професора Ансельма Гаетана Демаре (фр. Anselme Gaëtan Desmarest, 1784 — 1838) — французького зоолога.

## Опис виду
Середня вага тіла дорослої особини: 74 гр., новонароджені 3 гр.

## Проживання
Країни проживання: Беліз; Колумбія; Коста-Рика; Сальвадор; Гватемала; Гондурас; Мексика (Чьяпас, Табаско); Нікарагуа; Панама. Живе від низин до 2400 м при середній річній кількості опадів 2000 мм. Зустрічається у вічнозелених і напівлистопадних лісах і гарних вторинних лісах.

## Поведінка
Робить нори під корінням дерев. Веде нічний спосіб життя. Гніздо знаходиться у норах або під колодами.  Харчується пальмових горіхами, іншим насінням, фруктами і комахами. Насіння може бути збережене у норах або у схованках над землею. Розмножедення відбувається цілий рік, і самиці мають 5 виводків на рік. Розмір виводків, як правило, 3. Цей вид живе довше, ніж багато гризунів такого ж розміру, і деякі з них можуть жити 2 або 3 роки у дикій природі.

## Загрози та охорона
Серйозні загрози не відомі. Трапляється в багатьох охоронних територіях.